# Сычёв, Анатолий Викторович
Анатолий Викторович Сычёв (10 апреля 1932, Гусевка, Западно-Сибирский край — 20 января 2018, Новосибирск) — советский и российский математик и шахматист (международный мастер ИКЧФ).
Анатолий Викторович Сычёв родился 10 апреля 1932 года в Гусевке (ныне — в Чойском районе Республики Алтай).

## Научная деятельность
Доктор физико-математических наук, профессор, крупный специалист в области математического анализа. Ведущий научный сотрудник Института математики СО РАН, заведующий лабораторией теории функций. Действительный член Петровской Академии наук и искусств. Автор более 50 научных трудов.

## Шахматная деятельность
Победитель 27-го чемпионата Европы по переписке (1983—1989 гг.). Бронзовый призер 9-го чемпионата Европы по переписке (1971—1976 гг.). Также разделил 3—4 места в 14-м чемпионате Европы (1975—1981 гг.), но по дополнительным показателям уступил бронзовую медаль А. С. Волчку.
Участник 15-го чемпионата мира по переписке (1996—2002 гг.): 5½ из 16, 10-е место.
Похоронен на Южном кладбище Новосибирска (квартал 28).